# 棘头𱉐
，是雀形目棘头鵙科的唯一物种。
棘头鵙体重约128.53克，翼长约146.5毫米，嘴峰长约36.7毫米，喙宽度约11.4毫米，喙厚度约15.4毫米，跗蹠长约29.2毫米，尾长约73.5毫米。棘头鵙在其分布区内为留鸟，其栖息在密集的高大树木组成的森林中，是肉食性鸟类，主要以陆生无脊椎动物为食。
棘头鵙分布于婆罗洲的低地森林。该物种是单型物种，没有亚种分化。